# Chrystus się nam narodził
Chrystus się nam narodził – kolęda powstała prawdopodobnie na początku XIV w. Autor pieśni jest anonimowy. Prawdopodobnie jest przerobioną kolędą łacińską „Christus natus est nobis” (z której też wywodzi się inne polskie tłumaczenie – „Chrystus, Chrystus nam się narodził”). Kolęda pochodzi z zaginionego Kancjonału Przeworszczyka. Została też opublikowana przez Michała Hieronima Juszyńskiego. Współcześnie nie jest znany cały tekst kolędy – z pierwszej wersji znana jest pierwsza zwrotka. Inne zwrotki pochodzą z Kancjonału Piotra Artomiusza (1578). W 1893 roku różne odmiany „Chrystus nam się narodził” zebrał i opublikował Mikołaj Bobowski w opracowaniu Polskie pieśni katolickie od najdawniejszych czasów do końca XVI wieku. Znalazł on w Katechizmie Krakowskim (1643) wersję kolędy z 1521 z innym zapisem dwóch pierwszych wersetów.
„Chrystus nam się narodził”, będąca tłumaczeniem motetu łacińskiego „Christus, Christus natus est”, to również polska antyfona wykonywana na introit.